# Love with You
「Love with You」（ラブ・ウィズ・ユー）は、日本の音楽ユニット・fripSideの楽曲。この楽曲は、ユニットメンバーの八木沼悟志がテレビアニメ『寄宿学校のジュリエット』のために書き下ろした楽曲であり、同アニメのオープニングテーマとして使用された。
この楽曲は2018年11月7日、同名のシングルとしてリリースされた。fripSideが南條愛乃をメンバーに迎えてから15作目のシングルとなる。表題曲・カップリング曲ともに『寄宿学校のジュリエット』の登場人物を意識して制作されており、全体として同作の世界観を汲んだシングルとなっている。

## 音楽性
「Love with You」は、ユニットメンバーの八木沼悟志が作詞・作曲・編曲を手掛けた楽曲である。fripSideは「バトルや激しい作品のタイアップが得意なイメージ」を持たれており、制作する楽曲についても「ギラギラしたデジタルロックチューンや切なさ全開のバラード」というイメージを抱かれていた。しかし、この楽曲は、八木沼曰く「可愛さと疾走感、爽やか青春系を意識して」制作されており、可愛らしさと爽快さと華やかさを併せ持ったポップチューンとなっている。
「Love with You」の歌詞は、1番が『寄宿学校のジュリエット』の主人公・犬塚露壬雄、2番がヒロインのジュリエット・ペルシアの視点から書かれており、互いを強く思い合う2人の気持ちが表現されている。このような構造にした理由について、八木沼は、『寄宿学校のジュリエット』という作品を俯瞰的に表現すると同時に2人の掛け合いのようにする狙いがあったと明かしている。ただし、キャラクターの視点に合わせて声音も変えると曲からまとまりが失われるため、ボーカルを担当する南條は、一貫して「物語の読み手」の立場で歌った、と語っている。
「Love with You」は、サウンド面では「ギターポップで青春感を出す」ことが試みられており、実際の曲作りに当たっては、ギターの歪みを抑え目にし、加えて「ギターのリズムにドラムのビートを被せていく」方針がとられている。その結果、それまでのfripSideの楽曲とはやや異なるグルーブの曲になった、と八木沼は発言している。「CD Journal」のレビュアーは、サビのメロディを取り上げ、「一聴で印象に残る」と評している。
また、カップリング曲の「Blue Moon」も八木沼が作詞・作曲・編曲を手掛けている。この楽曲は『寄宿学校のジュリエット』の登場人物、狛井蓮季をモチーフにして制作されており、「叶わない恋の気持ち」を歌ったものになっている。

## リリース
シングルは、初回限定盤（Blu-ray版）、初回限定盤（DVD版）、通常盤の3形態で発売された。初回限定盤にはCDに加えて映像特典が同梱されているが、Blu-ray版とDVD版ではその内容に差がある。DVD版では「Love with You」のミュージック・ビデオとそのメイキング映像、シングルのスポットCMが収められているが、Blu-ray版ではそれに加えて、2017年12月3日に幕張メッセで行われたライブの映像が収められている。
なお、「Love with You」のミュージック・ビデオには、テレビアニメ『寄宿学校のジュリエット』でジュリエット・ペルシアを演じる茅野愛衣が出演している。

## 収録曲
- 全作詞・作曲・編曲:八木沼悟志

1. Love with You [5:05]
  - テレビアニメ『寄宿学校のジュリエット』オープニングテーマ
2. Blue Moon [5:44]
3. Love with You <-Instrumental->
4. Blue Moon <-Instrumental->

### Blu-ray・DVD収録内容
Blu-ray
- Love with You MV・making・SPOT
- fripSide 15th Anniversary Tour 2017-2018 "crossroads" supported by animelo mix day2（2017.12.03[sun] 千葉・幕張メッセ展示ホール7・8）

本編
1. hurting heart -crossroads version-
2. before dawn daybreak -crossroads version-
3. pico scope -SACLA-
4. split tears -crossroads version-
5. an evening calm -crossroads version-
6. killing bites
7. only me and the moon
8. a gleam of prologue
9. trusty snow
10. snow blind -crossroads version-
11. come to mind
12. escape -crossroads version-
13. distant moon -crossroads version-
14. The end of escape -fripSide edition-
15. the chaostic world -crossroads version-
16. Red ‘‘reduction division’’ -crossroads version-
17. crescendo -version 2016-
18. prominence -crossroads version-
19. sky -crossroads version-
20. sister's noise
21. black bullet
22. brave new world -crossroads version-
23. only my railgun

アンコール
1. Two souls -toward the truth-
2. crossroads

DVD
- Love with You MV・making・SPOT

## 参加ミュージシャン

### CD
Additional Musician
- a2c：Guitar (#1,3)

### Blu-ray
fripSide
- 八木沼悟志：Synthesizer、Guitar
- 南條愛乃：Vocal

バンドメンバー
- 八木一美：Drums
- 北村雄太：Bass
- 大島信彦：Guitar
- 星野威：Guitar
- 川﨑海：DJ、Keyboard
- 古島知久：Manipulator

## 収録アルバム
- infinite synthesis 5 (#1)
- the very best of fripSide 2009-2020 (#1)